# Caldcluvia clemensiae
Caldcluvia clemensiae là một loài thực vật có hoa trong họ Cunoniaceae. Loài này được (Perry) Hoogland mô tả khoa học đầu tiên năm 1979.